# Xysticus verecundus
Xysticus verecundus là một loài nhện trong họ Thomisidae.
Loài này thuộc chi Xysticus. Xysticus verecundus được Willis J. Gertsch miêu tả năm 1934.